# Michael Meisheit
Michael Meisheit (* 29. Juni 1972 in Köln) ist ein deutscher Drehbuchautor und Buchautor. Seit Sommer 2013 veröffentlicht er auch unter dem Pseudonym Vanessa Mansini.

## Leben und Wirken
Michael Meisheit studierte von 1993 bis 1995 in Köln Lehramt für Sonderpädagogik. Anschließend begann er sein Studium für Film und Medien mit Schwerpunkt Drehbuch an der Filmakademie Baden-Württemberg in Ludwigsburg. Nachdem der Regisseur und Lindenstraße-Erfinder Hans W. Geißendörfer ein Seminar an der Filmhochschule gegeben hatte, verfasste der 24-jährige Student Probedrehbücher, die er dem Produzenten gab.
Von 1997 bis 2018 war Michael Meisheit Drehbuchautor für die ARD-Serie Lindenstraße, viele Jahre davon Chefautor. Seine erste Folge war Rückkehrer (Folge 651). Die vorerst letzte von ihm geschriebene Folge „Niemals geht man so ganz“ (Folge 1662) wurde am 18. Februar 2018 ausgestrahlt. Zum Ende der Lindenstraße kehrte Meisheit 2019 noch einmal in das Autorenteam der Serie zurück und schrieb drei weitere Folgen (1744–1746). 2006 und 2007 arbeitete Meisheit neben der Lindenstraße als Future-Entwickler, Storyliner, Storyeditor und Dialogbuchautor für die Telenovela Rote Rosen. Seit 2021 ist er erneut für die Serie tätig. Außerdem war er Co-Autor zweier Filmakademie-Kurzfilme, Andreas Linkes Egal, wie und Hagen Winterhoffs Coming-of-age-Geschichte Helden in Gummistiefeln (produziert von Till Schmerbeck, ausgezeichnet mit dem Erich Kästner-Fernsehpreis). 2011 schrieb Michael Meisheit das Drehbuch zu Christoph Schrewes Fernsehfilm Dann kam Lucy mit Julia Jäger und Heio von Stetten in den Hauptrollen.
Gemeinsam mit der Autorin Betty Platz schrieb Meisheit 2022 das Drehbuch für den Fernsehfilm Ein Wahnsinnstag.
Michael Meisheit verfasste 2011 den Blogroman Vanessa X., die fiktive Geschichte einer verheirateten Kreuzbergerin, die einem Außerirdischen begegnet und rasch in Liebeswirren gerät. Der von August 2011 bis Februar 2012 entstandene Roman über den täglichen Wahnsinn mit dem Mann vom anderen Stern ist dabei eine Mischung aus Fiktion und Wirklichkeit. Anschließend veröffentlichte Meisheit den Roman als E-Book unter dem Pseudonym Vanessa Mansini unter dem Titel Nicht von dieser Welt – ohne Verlag. Das E-Book verkaufte sich fast 30.000 Mal und wurden 2014 mit dem Indie-Autor-Award der Leipziger Buchmesse ausgezeichnet. Dem schloss sich 2012 seine von vorneherein gedruckt vorliegende Selbstpublikation des Romans Soap, der das Leben und insbesondere das Schaffen eines jungen Serienautors für eine fiktive TV-Serie nutzt, um dem Leser Einblicke hinter die Kulissen einer Serienproduktion zu verschaffen. Meisheit bediente sich hier erneut eines Blogs, diesmal aber um dort für die Ausarbeitung des Manuskripts Vorableser Einfluss auf Aspekte des Romans und seiner Veröffentlichung nehmen zu lassen. Zwischen 2013 und 2020 veröffentlichte Meisheit mehr als zwanzig weitere Romane unter dem Pseudonym Vanessa Mansini im Selbstverlag. Seit 2019 schreibt er unter seinem richtigen Namen auch Thriller für Publikumsverlage.
Von 1995 bis 1998 war Meisheit Mitglied des Bundesvorstands von Amnesty International.
Michael Meisheit ist mit der Synchron- und Hörspielsprecherin Yesim Meisheit verheiratet, Vater zweier Kinder und lebt in Berlin.

## Bibliografie (Auswahl)

### Selbstpublikationen

#### Prosa
- Soap. Roman. Selbstverlag, Berlin 2012. ISBN 978-3-00-040286-9.
- Irgendwas ist immer. Kurztextsammlung. BookRix, München 2013. ISBN 978-3-7309-4754-8

#### Romane (Vanessa Mansini)
- Nicht von dieser Welt. Selbstverlag, Berlin 2013. ISBN 978-3-00-042589-9.
- Im falschen Film. Selbstverlag, Berlin 2014. ISBN 978-3-00-045153-9.
- Als ich eines Morgens mich selbst traf. Selbstverlag, Berlin 2015. ISBN 978-3-9817210-1-0.
- Dornröschen hatte es leichter. Selbstverlag, Berlin 2016. ISBN 978-3-9817210-3-4.
- Wer braucht schon einen Millionär?. Selbstverlag, Berlin 2017. ISBN 978-3-9817210-4-1.
- Im falschen Film – 37 Stunden. Selbstverlag, Berlin 2017. ISBN 978-3-9817210-6-5.
- Früher wird alles besser. Selbstverlag, Berlin 2017. ISBN 978-3-9817210-7-2.
- Die Sterne lügen nicht. Selbstverlag, Berlin 2017. ISBN 978-3-9817210-5-8.
- Unsterblich: das Geheimnis der Sandkristalle. Selbstverlag, Berlin 2018. ISBN 978-3-947778-00-3.
- Mein Highlander und ich (und Philipp). Selbstverlag, Berlin 2018. ISBN 978-3-9817210-9-6.
- Mein Bad Boss und ich (und Philipp). Selbstverlag, Berlin 2018. ISBN 978-3-9817210-8-9.
- Flirtgewitter oder Wie wir beim ersten Date aus Versehen ein Kind entführten. Selbstverlag, Berlin 2018. ISBN 978-3-947778-01-0.
- Was Männer denken. Selbstverlag, Berlin 2019. ISBN 978-3-947778-02-7.
- Corona: eine Komödie. Selbstverlag, Berlin 2020. ISBN 978-3-947778-03-4.

### Thriller
- Wir sehen dich sterben. Wilhelm Heyne Verlag, München 2019. ISBN 978-3-453-43982-5.
- Watch: glaub nicht alles, was du siehst. Wilhelm Heyne Verlag, München 2021. ISBN 978-3-453-42448-7.

### Drehbücher für TV (Auswahl)
- 1998–2020: Lindenstraße (376 Folgen)
- 2006/2007 und 2021/2022: Rote Rosen (beteiligt an 159 Folgen)
- 2012: Dann kam Lucy
- 2022: Ein Wahnsinnstag (zusammen mit Betty Platz)